# BK René
BK René var en "kvartersklubb" i fotboll från Gamlestaden, Göteborg. 
Klubben grundades av Rolf Olsson någon gång runt 1947 efter att denne gått till Ferdinand Lundquist & CO och köpt sig ett matchställ till träningarna som de spelade på Plaskdammen i Gamlestaden. När sedan resten av deltagarna gått och köpt sig ett likadant matchställ så hade de till slut ett "lag". Matchstället var röd på kroppen med vita ärmar.
I klubben har legendarer som Agne Simonsson samt Lennart Wing spelat.